# Носилова, Юлия Николаевна
Ю́лия Никола́евна Носи́лова (сценический псевдоним, также Насилова; урождённая Голубева; 1870, Петербург — 24 января 1919, Петроград) — российская оперная певица (меццо-сопрано, контральто), драматическая актриса.

## Биография
В 1887 году окончила Екатерининский институт в Петербурге. Училась пению у З. П. Греннинг-Вильде, драматическому искусству — у актёра Фёдорова. В течение одного сезона выступала в Александринском театре.
В 1894—1914 годах — солистка Мариинского театра (дебют — Зибель в «Фаусте» Ш. Гуно). В 1914 году вышла на пенсию.
Скончалась от туберкулёза брюшины. Похоронена в Новодевичьем монастыре.

## Творчество

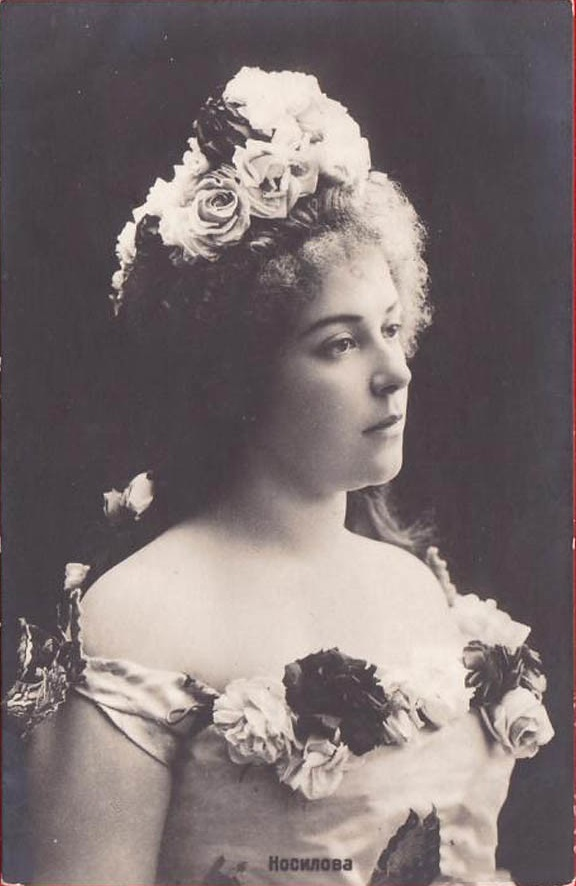
Носилова Ю.Н.

Обладала высоким, мощным, красивого тембра меццо-сопрано, позволявшим исполнять и контральтовые партии.
Партнёрами Ю. Н. Носиловой на сцене были: И. А. Алчевский, А. Ю. Больска, И. К. Гончаров, И. В. Ершов, Е. И. Збруева, В. И. Касторский, М. М. Корякин, М. Н. Кузнецова-Бенуа, А. М. Лабинский, В. И. Лосев, Г. А. Морской, Е. К. Мравина, А. М. Пасхалова, Е. Ф. Петренко, К. Т. Серебряков, М. А. Славина, А. В. Смирнов, Л. В. Собинов, И. В. Тартаков, Н. Н. Фигнер, Ф. И. Шаляпин, Л. Г. Яковлев. Пела под управлением А. А. Бернарди, Г. И. Варлиха, А.Коутса, Э. А. Крушевского, Э. Ф. Направника, Н. А. Римского-Корсакова.
Репертуар включал 35 партий (преобладали роли травести).

### Избранные оперные партии
- Ваня («Жизнь за царя» М. И. Глинки)
- Половецкая девушка («Князь Игорь» А. П. Бородина)
- Ангел («Демон» А. Г. Рубинштейна)
- Ольга («Евгений Онегин» П. И. Чайковского)
- Миловзор; Полина («Пиковая дама» П. И. Чайковского)
- Басманов; Захарьевна («Опричник» П. И. Чайковского)
- Солоха («Черевички» П. И. Чайковского)
- Марина Мнишек («Борис Годунов» М. П. Мусоргского) — первая исполнительница (1896, Петербург, спектакль Общества музыкальных собраний в Большом зале консерватории; редакция и инструментовка Н. А. Римского-Корсакова)[1]
- Хозяйка корчмы («Борис Годунов» М. П. Мусоргского)
- Дуняша («Царская невеста» Н. А. Римского-Корсакова) — первая исполнительница в Мариинском театре (1901)[1]
- Локуста («Сервилия» Н. А. Римского-Корсакова) — первая исполнительница (1902)[1]
- Насонова («Боярыня Вера Шелога» Н. А. Римского-Корсакова) — первая исполнительница в Мариинском театре (1903)[1]
- Весна-красна («Снегурочка» Н. А. Римского-Корсакова)
- Соризмонда («Принцесса Греза» Ю. Блейхмана) — первая исполнительница в Мариинском театре (1902)[1]
- Изяслав («Рогнеда» А. Н. Серова)
- Императрица Екатерина II («Капитанская дочка» Ц. А. Кюи) — первая исполнительница (1911)[1]
- Барбарина («Свадьба Фигаро» В. А. Моцарта) — первая исполнительница в Мариинском театре (1901)[1]
- Маллика («Лакме» Л. Делиба) — первая исполнительница в Мариинском театре (1903)[1]
- Мистрис Бентсон («Лакме» Л. Делиба)
- Зибель («Фауст» Ш. Гуно)
- Стефано («Ромео и Джульетта» Ш. Гуно)
- Никлаус («Сказки Гофмана» Ж. Оффенбаха)
- Маддалена («Риголетто» Дж. Верди)
- Панталис («Мефистофель» А. Бойто)
- Лола («Сельская честь» П. Масканьи)
- Брангена («Тристан и Изольда» Р. Вагнера)
- Молодой пастух («Тангейзер» Р. Вагнера)
- Вельгунда («Гибель богов» Р. Вагнера) — первая исполнительница в России (1903)[1]
- Вельгунда («Золото Рейна» Р. Вагнера) — первая исполнительница в России (1905)[1]
- Гримгерда («Валькирия» Р. Вагнера)
- Эрда («Зигфрид» Р. Вагнера)
- Гензель («Гензель и Гретель» Э.Хумпердинка)

### Дискография
В 1901—1907 годах записала на грампластинки 19 произведений («Граммофон», «Зонофон»).